# Sarah Jane Woodson Early
Sarah Jane Woodson Early, née Sarah Jane Woodson (15 novembre 1825 – août 1907), était une enseignante américaine, nationaliste noire, militante de la tempérance et auteure. Diplômée d'Oberlin College, où elle se spécialisa en classiques, puis embauchée à l’université de Wilberforce en 1858 en tant que première enseignante afro-américaine de l'université, elle a été la première afro-américaine à enseigner dans un collège ou une université historiquement noir (HBCU).
Elle a également enseigné pendant de nombreuses années dans les écoles communautaires. Après son mariage en 1868 et le déménagement au Tennessee avec son mari le pasteur Jordan Winston Early, elle a été principale des écoles dans quatre villes. Early a servi comme surintendante nationale (1888–1892) de la division noire de l'Union chrétienne des femmes pour la tempérance (WCTU) et a donné plus de 100 conférences à travers cinq états. Elle a écrit une biographie de son mari et sa sortie de l'esclavage, qui est inclus parmi les récits d'esclaves d'après-guerre.

## Biographie

### Jeunesse et formation
Sarah Jane Woodson, la cinquième fille et le plus jeune  des onze enfants de Jemima (Riddle) et Thomas Woodson (1790–1879), est née libre à Chillicothe, Ohio, le 15 novembre 1825. Ses parents avaient déménagé dans l'État libre de l'Ohio en 1820 après que son père eut acheté la liberté de toute la famille pour 900 $ . Ils quittèrent le comté de Greenbrier, en Virginie, où les Woodson étaient l'une des deux seules familles noires libres de tout le comté.
Ils ont fondé la première église méthodiste noire à l' ouest des Alleghenies. En 1830, les Woodsons étaient parmi les fondateurs d'une communauté agricole noire séparée appelée Crossroads de Berlin, depuis sa défunte. Les près de deux douzaines de familles y vivant en 1840 ont établi leur propre école, magasins et églises. Son père et quelques frères sont devenus des nationalistes noirs, ce qui a influencé les activités de Sarah Woodson en tant qu'adulte. En outre, Berlin Crossroads a été une place importante sur le chemin de fer souterrain, avec l'ouverture de leur maison à de nombreux esclaves fugueurs.
Son père croyait qu'il était le fils aîné de Sally Hemings et du président Thomas Jefferson ; cette histoire fait partie de la tradition orale de la famille. Selon les historiens professionnels, cela n'a pas été soutenu par des preuves historiques connues. En 1998, les tests ADN des descendants des lignées de Jefferson, de Hemings et de Woodson ont montré de façon concluante qu'il n'y avait pas de correspondance entre les lignes Jefferson et Woodson; la ligne masculine de Woodson a montré l'ascendance paternelle occidentale européenne. Selon les historiens de Monticello, aucun document ne soutient l'affirmation selon laquelle Woodson était le premier enfant d'Hemings, comme il semblait être né avant tout enfant connu de la sienne. Les historiens professionnels ont ignoré l'effacement du nom d'un esclave mâle, né en 1790, dont le nom a été enregistré dans le livre de ferme de Jefferson par Thomas Jefferson. Thomas Woodson est né en 1790 et cette fois correspond également à l'année de naissance du fils nommé Tom attribué à Sally Hemings par le journaliste James Callender.
Woodson a montré un intérêt pour l'éducation dès son plus jeune âge, mémorisant chaque hymne chanté par sa famille à l'âge de trois ans et de longs passages de la Bible à l'âge de cinq ans. En 1839, Sarah Woodson a rejoint l'Église Épiscopale Méthodiste Africaine (AME), fondée en 1816 comme la première dénomination noire indépendante aux États-Unis. Ses frères, Lewis, Thomas et John étaient des ministres dans l'église La famille Woodson a souligné l'éducation de tous leurs enfants. Sarah Jane et sa sœur aînée Hannah s'inscrivent toutes deux au Collège Oberlin en 1852. Sarah Jane a terminé le programme collégial, avec un diplôme en études classiques, tandis qu'Hannah s'est inscrite au programme préparatoire et est partie après environ un an. Sarah a obtenu son diplôme en 1856, parmi les premières femmes diplômées universitaires afro-américaines. Oberlin a été l'une des écoles recommandées par l'église méthodiste épiscopale africaine.

### Carrière
Après avoir obtenu son diplôme, elle a enseigné dans des écoles de la communauté noire de l'Ohio pendant plusieurs années et a été la première directrice dans une école publique à Xenia, Ohio,. En 1863, elle a donné "Adresse à la jeunesse", à l'Ohio Colored Teachers Association, un des nombreux discours qu'elle a donné suite à la proclamation d'émancipation pour exhorter les jeunes afro-américains à rejoindre les "révolutions politiques et sociales». Elle les encouragea à suivre des carrières dans l'éducation et les sciences pour mener leur course.
Embauchée en 1858 à l'université de Wilberforce de Wilberforce, Woodson devint la première enseignante d'université afro-américaine. Tandis qu'elle était nommée "Préceptrice de l'anglais et du latin et de Madame Principal et Matrone", cela faisait d'elle un professeur renommé d'anglais et de Latin. Elle a également été la première Afro-Américaine à enseigner dans un collège ou une université historiquement noire (HBCU) et la seule femme noire à enseigner dans un HBCU avant la guerre civile. Son frère, le rév. Lewis Woodson, était un administrateur et un fondateur du collège. Ce dernier avait été créé en 1855 pour éduquer la jeunesse noire, comme une collaboration entre les dirigeants blancs et noirs de la conférence méthodiste de Cincinnati et de l'église AME dans l'Ohio, respectivement. Wilberforce a fermé deux ans pendant la guerre civile à cause des finances. Il a perdu la plupart de ses presque 200 étudiants en abonnement au début de la guerre, car ils étaient principalement des enfants de race mixte de planteurs riches du Sud, qui les retira à ce moment. Pendant la guerre, le Cincinnati Méthodist Conference ne pouvait pas offrir son niveau précédent de soutien financier, car il a été appelé à prendre soin des soldats et des familles.
L'église AME a acheté le collège et l'a rouvert en 1863 ; ce fut le premier collège afro-américain. Elle a également été Lady Principal et Matron. Elle a été réembauchée par l'université en 1866 après une fermeture près d'un an en raison de la guerre civile.
Après la guerre civile, en 1868, Woodson a commencé à enseigner dans une nouvelle école pour filles noires établie par le Freedmen's Bureau à Hillsboro, en Caroline du Nord. Bien que des millions de sudistes noirs commencèrent à se déplacer vers le nord après la guerre civile pour éviter les affrontements dans le sud, Woodson voulait vraiment éduquer les enfants des affranchis. Elle n'était pas la seule, car de nombreux anciens élèves d'Oberlin des deux races, en raison de l'engagement de l'école en faveur de l'idéologie et de l'activisme anti-esclavagistes, ont agi sur des engagements similaires.
En 1888, Woodson Early a été élue pour un mandat de quatre ans en tant que surintendante nationale de la Colored Division of the Women’s Christian Temperance Union. En 1893, Woodson a pris la parole au Congrès mondial des femmes représentatives à Chicago. Son discours était intitulé «Les efforts organisés des femmes de couleur du Sud pour améliorer leur condition». Woodson était l'une des cinq femmes Afro-Américaines invitées à prendre la parole lors de cet événement, avec: Fannie Barrier Williams, Anna Julia Cooper, Hallie Quinn Brown et Fanny Jackson Coppin.

### Activités de réforme
Sarah W. Early est devenue de plus en plus active dans le Women's Christian Temperance Movement, l'une des nombreuses activités de réforme du XIXe siècle. En 1888, elle fut élue pour quatre ans en tant que surintendante nationale de la division des hommes de couleurs de l'Union chrétienne des femmes pour la tempérance ; au cours de son mandat, Early a voyagé fréquemment et a prononcé plus de 100 discours à des groupes dans une région de cinq États. Sarah W. Early est devenue surintendante de la division des hommes de couleur au sein du WTCU. Elle a également été porte-parole du Parti de la prohibition dans le Tennessee.

### Vie personnelle
Le 24 septembre 1868, Woodson, alors âgé de 42 ans, épousa le révérend Jordan Winston Early, un ministre AME qui était sorti de l'esclavage. Sarah et Jordan Early n'avaient pas d'enfants. Jordan a pris sa retraite en 1888. Sarah Early a aidé son mari avec ses ministères, et a également enseigné dans les écoles communautaires. Au total, elle a enseigné pendant près de quatre décennies, car elle pensait que l'éducation était essentielle pour l'avancement de la race. Elle a également été directrice d'écoles dans quatre villesElle est morte à l'âge de 82 ans le 15 août 1907.

## Publications
- Le discours de Woodson en 1863 a été recueilli et publié par l'évêque Daniel Payne, The Semi-Centenary and the Retrospection of the African Methodist Episcopal Church, Baltimore, éd. Sherwood, 1868.
- La vie et les travaux du Rév. JW Early, l'un des pionniers du méthodisme africain en Occident et au Sud (1894), une biographie de son mari. L'ouvrage a été classé parmi les récits d'esclaves de l'après-guerre civile, car il a couvert la sortie de l' esclavage de Early à travers ses décennies d'activités missionnaires pour l'église AME.

## Héritage et honneurs
En 1888, Woodson Early est nommée surintendante de la division colorée de la Women's Christian Temperance Union (WCTU) .
En 1893, Woodson Early est nommée «Femme représentative de l'année» à l'Exposition universelle de Chicago (World's Columbian Exposition). Selon Findagrave.com, Sarah JW Early a été enterrée au cimetière de Greenwood, Nashville, TN.